# Anton Mirou

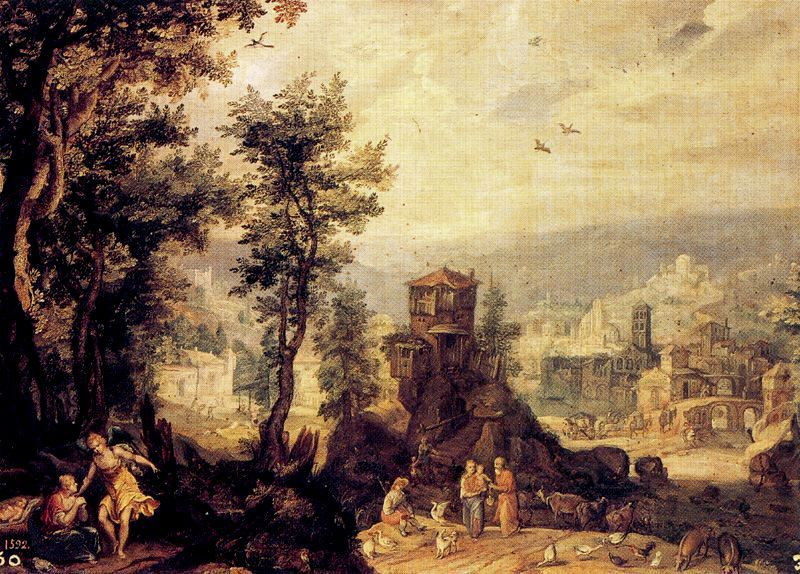
Paisaje con Abraham y Agar, óleo sobre cobre, 32 x 43 cm, Madrid, Museo del Prado.

Anton Mirou (Amberes, 1578-hacia 1621/1627) fue un pintor barroco flamenco, especializado en la pintura de paisajes.
Bautizado en Amberes el 4 de mayo de 1578, en 1586 se trasladó con su familia a Frankenthal, posiblemente por motivos religiosos y a causa de la fe calvinista profesada por su padre. En Frankenthal pudo iniciar su formación artística en el taller de Gillis van Coninxloo, quien se vio obligado a abandonar la ciudad en 1595, y en todo caso, integrado en la que se conoce como “escuela de Franhenthal”, será con Pieter Schoubroeck el más directo seguidor de Coninxloo en tierras alemanas.  Sus paisajes boscosos, con árboles en primer término para matizar el esquema tradicional de los tres colores con el predominio de un tono general azul verde, evidencia esa proximidad a Coninxloo, a la que puede sumarse la influencia de Jan Brueghel el Viejo en la observación minuciosa de los detalles, y la de Schoubroeck en sus vistas de aldeas rodeadas de colinas boscosas con numerosas figurillas.
Hacia 1620 debió de volver a Amberes, aunque no existe confirmación documental. El grueso de su obra fechada queda comprendido entre 1599 y 1621 y, aunque se había retrasado el año de su muerte a 1661, debido a la restauración incorrecta de la fecha incorporada a un paisaje de la Galería Nacional de Parma, en abril de 1627 su esposa se cita ya como viuda.